# Lupsingen
Lupsingen ist eine politische Gemeinde im Bezirk Liestal des Kantons Basel-Landschaft in der Schweiz.

## Geographie

Historisches Luftbild von Werner Friedli von 1953

Lupsingen liegt in einem flachen Talkessel eines Seitentals des Oristals, etwa fünf Kilometer südwestlich der Kantonshauptstadt Liestal.
Die Gemeinde Lupsingen grenzt im Nordosten an Seltisberg, im Osten an  Bubendorf, im Süden an Ziefen und Seewen (SO), im Westen an Büren (SO) und im Norden an Nuglar-St. Pantaleon (SO).

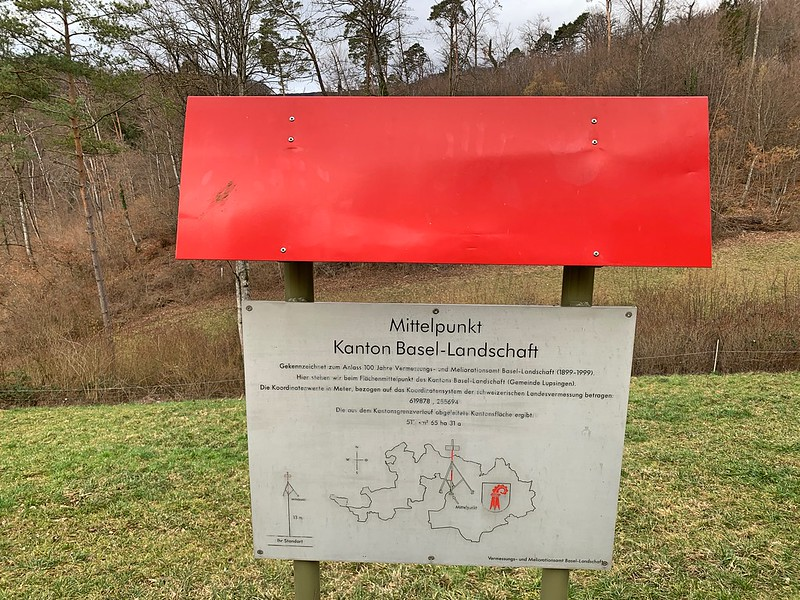
Hinweistafel beim geografischen Mittelpunkt des Kantons Basel-Landschaft

Auf dem Gebiet der Gemeinde Lupsingen befindet sich der geographische Mittelpunkt des Kantons Baselland (CH1903+/LV95-Koordinaten: 2619890.7, 1255691.3), rund 500 Meter Luftlinie von der Kantonsgrenze (Gemeinde Nuglar-St. Pantaleon) entfernt.

## Geschichte
Die erste urkundliche Erwähnung von Lupsingen stammt aus dem Jahre 1194 als Lubesingin.

### Wappen
Blasonierung: In Gold ein aufrechter blauer Wolf mit roter Bewehrung (Krallen).
Das Wappen der Gemeinde Lupsingen entstand in Zusammenhang mit der Schweizerischen Landesausstellung 1939. Der Gemeinderat genehmigte es mit Beschluss vom 19. März 1946. Die Wappenfarben Gelb und Blau sind die Farben des ehemaligen Waldenburger Amtes, zu dem Lupsingen bis zur Revolution von 1798 gehörte.
Das Lupsinger Wappen ist ein sogenanntes redendes Wappen, das bildhaft den Namen der Gemeinde wiedergibt. Die Gemeinde verdankt ihr Wappentier dem Umstand, dass der erste Teil des Namens an lateinisch lupus (= «Wolf») anklingt.

## Politik
Der Gemeinderat (Exekutive) besteht aus fünf Stimmberechtigten. Gemeindepräsident (2024–2028) ist Marcel Staudt (parteilos, Stand 2025).
Bei den Schweizer Parlamentswahlen 2023 betrugen die Wähleranteile in Lupsingen: SVP 29,3 % (2019 23,3 %), SP 23,3 % (19,4 %), Grüne 12,0 % (23,0), FDP 11,8 % (14,7 %), glp 11,5 % (8,5 %), Mitte 9,1 % (7,3 %), EVP 1,7 % (3,7 %), EDU 0,2 % (–).

## Öffentlicher Verkehr
Die Autobus AG Liestal verbindet Lupsingen mit den Nachbarsgemeinden. Am Bahnhof Liestal besteht Anschluss nach Basel sowie Olten
- 72 Lupsingen – Seltisberg – Liestal, Bahnhof – Hersberg – Arisdorf – Giebenach – Kaiseraugst – Augst

## Trivia
Lupsingen besitzt seit 2012 eine eigene Gugge, die «Lupo-Rueche» mit aktuell 36 Mitgliedern.